# Joaquim Manuel de Macedo
Joaquim Manuel de Macedo ((Itaboraí, 24 juin 1820 - Rio de Janeiro, 11 avril 1882) est un romancier, médecin, professeur, poète, dramaturge et journaliste brésilien, célèbre pour son roman A Moreninha (la brunette). Il a été membre de l'Académie brésilienne des lettres.

## Œuvres

### Romans
- A Moreninha (pt) (1844)
- O Moço Loiro (pt): (1845)
- Os Dois Amores (pt) (1848)
- Rosa (1849)
- Vicentina (1853)
- O Forasteiro (1855)
- Os Romances da Semana (1861)
- Rio do Quarto (1869)
- A Luneta Mágica (1869)
- As Vítimas-Algozes (1869)
- As Mulheres de Mantilha (1870-1871)

### Satires polítiques
- A Carteira do Meu Tio (1855)
- Memórias do Sobrinho do Meu Tio (1867-1868)

### Chroniques sur Rio de Janeiro
- Memórias da Rua do Ouvidor
- Um Passeio pela Cidade do Rio de Janeiro
- Labirinto